# Valstybės žinios
Valstybės žinios ist das Gesetz- und Verlautbarungsblatt der Litauischen Republik, herausgegeben vom Seimas-Verlag „Valstybės žinios“.

## Struktur
VIII. Abschnitt: Gesetze der Litauischen Republik
VIII. Abschnitt: Völkerrechtsverträge der Litauischen Republik
VIII. Abschnitt: Andere Rechtsakte von Seimas
IIIV. Abschnitt: Dekrete des Präsidenten der Republik Litauen
IIIV. Abschnitt: Beschlüsse der Litauischen Regierung
IIVI. Abschnitt: Entscheidungen, Beschlüsse, Gutachten des Verfassungsgerichts der Litauischen Republik, Verordnungen des Verfassungsgerichtsvorsitzenden
IVII. Abschnitt: Rechtskräftige Gerichtsentscheidungen
VIII. Abschnitt: Rechtsnormakte von Ministern, Regierungsbehörden und Leitern anderer Staatsverwaltungsinstitutionen
IIIX. Abschnitt: Rechtsnormakte kollegialer Institutionen